# Мит Лоуф
Майкл Ли Эдей (англ. Michael Lee Aday), при рождении Марвин Ли Эдей (англ. Marvin Lee Aday), более известный под сценическим псевдонимом Мит Лоуф и Мит Лоуф Эдей (англ. Meat Loaf Aday — «мясной рулет», «мясная голова»; 27 сентября 1947 — 20 января 2022) — американский рок-певец, кино- и театральный актёр. Получил широкую известность после выхода успешного альбома Bat Out of Hell и нескольких песен к кинофильмам. Тираж его альбомов превысил 100 млн экземпляров.

## Биография

### Ранние годы
Марвин Ли Эдей родился 27 сентября 1947 года в Далласе (штат Техас, США) в семье полицейского офицера Орвиса Уэсли Эдея и школьной учительницы Вилмы Арти, увлекающейся исполнением музыки госпел. Вилма скончалась от рака, когда Марвину было 15 лет; отец Марвина страдал от алкоголизма в связи с увольнением из армии.
Юный Марвин часто посещал воскресные службы в церкви. В 1965 году Марвин окончил среднюю школу и поступил в колледж Lubbock Christian College, но затем перевёлся в университет North Texas State University. В университете Марвин играл в американский футбол на позиции защитника. В своей автобиографии Марвин утверждает, что после смерти матери пьяный отец пытался убить его ножом, и он едва смог убежать, чтобы спасти свою жизнь. В 1967 году Марвин переехал в Лос-Анджелес и некоторое время работал вышибалой в ночном клубе.
16-летний Марвин наблюдал президента Кеннеди в аэропорту Далласа в день его убийства; узнав о случившемся, он вместе со своим другом поехал к Парклендскому госпиталю, где видел окровавленную Жаклин Кеннеди, выбиравшуюся из президентского кортежа.

#### Псевдоним
Meatloaf (с англ. «мясной рулет») — традиционное блюдо из мяса в Германии, Скандинавии, а также Северной Америке. Есть несколько объяснений сценического псевдонима Meat Loaf. Прозвище Meat — мясо — Марвин получил в два года из-за своей тучности от отца. Затем в школе к этому прозвищу одноклассники добавили приставку Loaf — булка, таким образом, начальные буквы этого прозвища повторяют начальные буквы его имени Марвин Ли.
Существует версия, что так его прозвал футбольный тренер в школе. В то время 13-летний Марвин был достаточно тучным, он случайно наступил на ногу учителю и тот воскликнул: «Убирайся с моей ноги, куча мяса!». Этот случай упоминается в песнях «Tear Me Down» и «Couldn’t Have Said It Better».
В 1981 году изменил официальное имя на Майкл.

### Начало карьеры

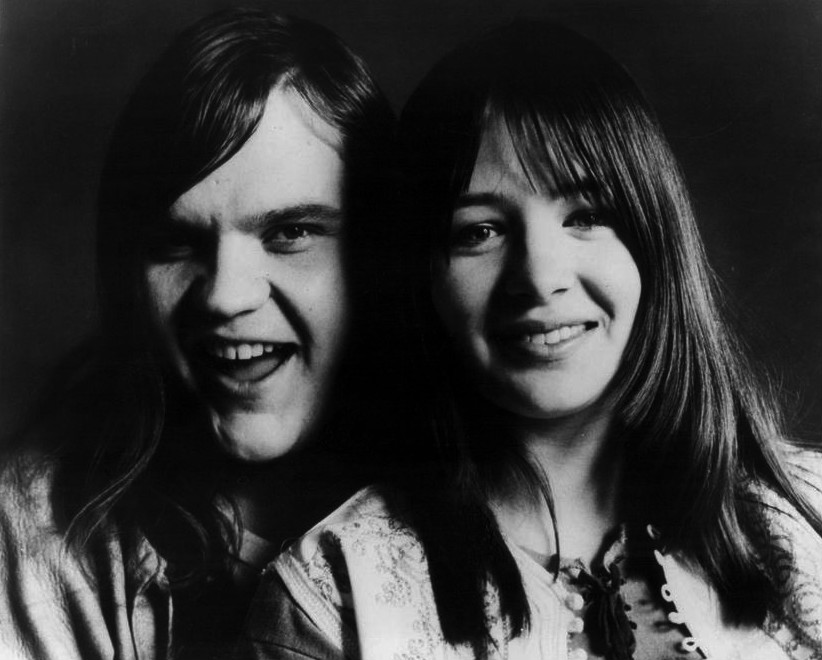
Лоуф и Стоуни, 1971 год

В 1968 году Лоуф вошёл в труппу мюзикла «Волосы», после которого получил контракт со студией Motown и записал альбом с певицей Стоуни. Кинематографическая карьера Эдея началась с «Шоу ужасов Рокки Хоррора».
В Лос-Анджелесе Марвин основал свою первую группу Meat Loaf Soul, получил три предложения на заключение контракта, но отказался от всех трёх. В группе часто менялись гитаристы, сама она также называла себя по-разному: Popcorn Blizzard или Floating Circus. Под названием Floating Circus группа выступала на разогреве у групп The Who, The Stooges, The Fugs и других.
В 1976 году Лоуф записал партии вокала для альбома Теда Ньюджента Free-for-All.
Альбом Bat Out of Hell 1977 года, записанный с композитором Джимом Стайнманом, разошёлся тиражом в 44 млн копий и входит в число наиболее продаваемых альбомов мира.

### Популярность

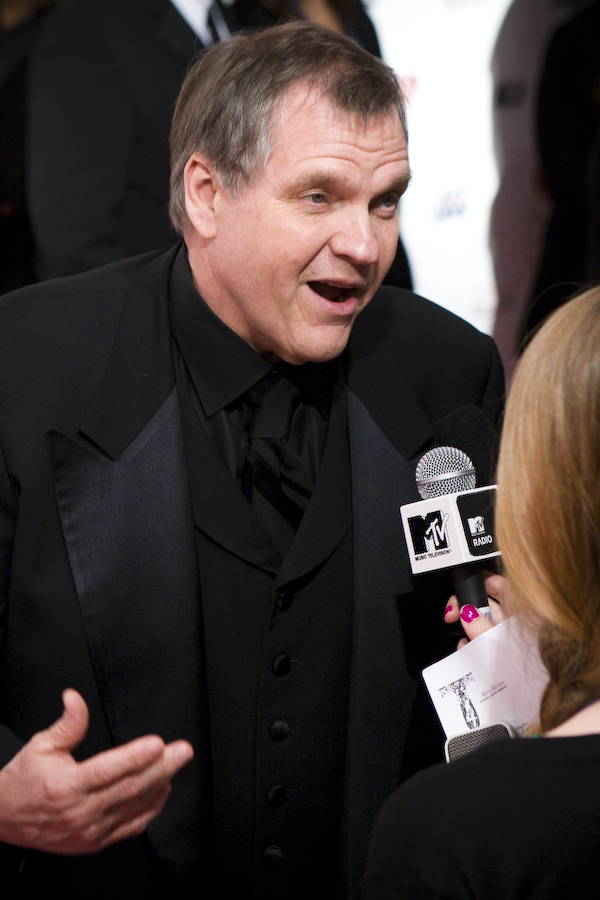
В 2009 году

В 1978-м году на концерте в Оттаве Лоуф сломал ногу, спрыгнув со сцены, и завершал турне в инвалидном кресле.
В 1983 году Лоуф был объявлен банкротом из-за многочисленных судебных тяжб и потерял права на свои песни (тем не менее, получив роялти за Bat Out of Hell в 1997 году). В 1984 году он перебрался в Англию, где записал альбом Bad Attitude (в американскую версию альбома вошли дуэты с Роджером Долтри и Клэр Торри.
В 1986 году Лоуф пишет заглавную композицию к фильму «Столкновение». В том же году фирма «Мелодия» выпускает в СССР альбом Blind Before I Stop.
В период с 1987 по 1991 годы Мит Лоуф дал свыше 300 концертов.
Композиция «I’d Do Anything for Love (But I Won’t Do That)» заняла первую строчку в 28 странах, а видеоклип на неё, несмотря на длительность, активно ротировался на многих музыкальных каналах мира; за эту песню Мит Лоуф получил «Грэмми» за лучшее сольное вокальное рок-исполнение, а альбом Bat Out of Hell II: Back into Hell 1993 года занял первые места в США, Великобритании и Австралии. Режиссёром видеоклипов к альбому стал Майкл Бэй. Лоуф начинает сотрудничать с певицей Патти Руссо.
В 1999 году Мит Лоуф появился в программе VH1 Storytellers; Джим Стайнман не смог принять участие в передаче по причине ухудшения здоровья.
В этом же 1999 году Мит Лоуф снимается в фильме Д. Финчера "Бойцовский клуб" в роли Роберта Полсона
В 2004 году артист дал серию концертов с Мельбурнским симфоническим оркестром; концерты были выпущены в форматах CD и DVD.
В ходе работы над альбомом Bat Out of Hell III: The Monster is Loose Лоуф и Стайнман провели судебное разбирательство касаемо участия Стайнмана в проекте и прав на торговую марку «Bat Out of Hell», однако, по заверениям Лоуфа, конфликт в большей степени касался менеджмента обеих сторон. В Bat Out of Hell III вошло семь ранее известных композиций Стайнмана; в записи альбома также приняли участие Дезмонд Чайлд, Марти Фредериксен, Брайан Мэй, Никки Сикс и John 5.

### Смерть
Мит Лоуф скончался 20 января 2022 года в возрасте 74 лет. О его смерти было объявлено на его официальной странице в Facebook. В заявлении говорится, что жена музыканта и его друзья были с ним в последние 24 часа его жизни. Ни его семья, ни представители не сообщили о причине смерти, однако источник TMZ утверждает, что причиной смерти послужил COVID-19. Множество музыкантов, в том числе Бонни Тайлер, Шер и Брайан Мэй, почтили память Мит Лоуфа, слова сожаления выразил и бывший президент США Дональд Трамп. Британский Королевский оркестр исполнил инструментальную версию «I’d Do Anything for Love (But I Won’t Do That)».

### Критика
Борис Барабанов (КоммерсантЪ) в статье-некрологе, посвящённой Лоуфу, написал, что артист, не укладываясь ни в рамки хард-рока, ни в формат «рок-баллады», в дуэте со Стайнманом вывел на новый уровень «помпезный рок, берущий начало в музыке The Who, Queen и Брюса Спрингстина и в мюзикле Стайнмана „Неверленд“».

## Личная жизнь
Первый брак Эдея продлился с 1979 по 2001 год. Его приёмная дочь Пиэрл впоследствии стала женой Скотта Иэна из «Anthrax», а в 1981 году родилась дочь Аманда. 

В 2007 году Лоуф женился вторично.
Мит Лоуф не относил себя ни к одному вероисповеданию, но в юности часто посещал воскресные службы в церкви и изучал Библию, что повлияло на его творчество; некоторые песни, такие как «40 Days» и «Fall from Grace», затрагивают религиозную тематику.
В 2003 году Лоуфу диагностировали синдром Вольфа — Паркинсона — Уайта, а в 2011 году он потерял сознание на сцене от приступа бронхиальной астмы.
Лоуф активно выступал против связываемых с COVID-19 политик масочного режима и принудительной вакцинации, утверждая: «Если я умру, то умру неподконтрольным».

## Дискография
- 1971 — Stoney & Meatloaf[англ.]
- 1977 — Bat Out of Hell
- 1981 — Dead Ringer[англ.]

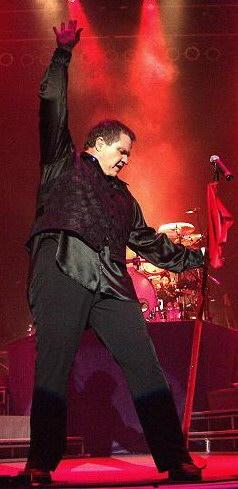
Нью-Йорк, 2004 год

- 1983 — Midnight at the Lost and Found[англ.]
- 1984 — Bad Attitude[англ.]
- 1985 — Hits out of Hell
- 1986 — Blind Before I Stop[англ.]
- 1987 — Live at Wembley
- 1989 — Heaven & Hell Meat Loaf/Bonnie Tyler
- 1993 — Bat Out of Hell II: Back into Hell
- 1995 — Welcome to the Neighborhood[англ.]
- 1996 — Live Around the World
- 1998 — The Very Best of Meat Loaf
- 1999 — VH1 Storytellers
- 2003 — Couldn't Have Said It Better[англ.]
- 2004 — Bat Out of Hell Live with the Melbourne Symphony Orchestra
- 2006 — Bat Out of Hell III: The Monster Is Loose[англ.]
- 2010 — Hang Cool Teddy Bear
- 2011 — Hell in a Handbasket
- 2016 — Braver Than We Are

## Избранная фильмография
- 1975 — Шоу ужасов Рокки Хоррора / The Rocky Horror Picture Show — Эдди
- 1980 — Техперсонал / Roadie — Тревис
- 1987 — Блеф / The Squeeze — Тайтус
- 1991 — Моторама / Motorama — Верн
- 1992 — Мир Уэйна / Wayne’s World — Тайни
- 1992 — Сила веры / Leap Of Faith — Хувер
- 1992 — Байки из склепа / Tales from the Crypt — Чамли
- 1997 — Спайс Уорлд / Spice World — водитель автобуса
- 1998 — Чёрный пёс / Black dog — Рэд
- 1998 — Застенчивый пистолет / Gunshy — Лью Коллинз
- 1998 — Великан / The Mighty — Игги
- 1999 — Женщина без правил / Crazy in Alabama — шериф Джон Доггетт
- 1999 — Бойцовский клуб / Fight Club — Роберт «Боб» Полсон
- 2000 — Блэктоп / Blacktop — Джек
- 2001 — Формула 51 / THE 51ST STATE — Ящер
- 2002 — Артефакт / Wishcraft — детектив Спарки Шоу
- 2005 — Бладрэйн / BloodRayne — Леонид
- 2006 — Tenacious D: Медиатор судьбы / Tenacious D in The Pick of Destiny — Бад Блэк
- 2006 — Мастера ужасов / Masters of Horror — Джейк Фелдман
- 2009 — Доктор Хаус / House, M.D. — Эдди